# Ремокур (Эна)
Ремоку́р (фр. Remaucourt) — коммуна во Франции, находится в регионе Пикардия. Департамент коммуны — Эна. Входит в состав кантона Сен-Кантен-2. Округ коммуны — Сен-Кантен.
Код INSEE коммуны — 02637.

## Население
Население коммуны на 2010 год составляло 319 человек.
| 1962 | 1968 | 1975 | 1982 | 1990 | 1999 | 2010 |
| ---- | ---- | ---- | ---- | ---- | ---- | ---- |
| 283  | 288  | 286  | 368  | 406  | 372  | 319  |

## Экономика
В 2010 году среди 230 человек трудоспособного возраста (15—64 лет) 163 были экономически активными, 67 — неактивными (показатель активности — 70,9 %, в 1999 году было 67,3 %). Из 163 активных жителей работали 151 человек (80 мужчин и 71 женщина), безработных было 12 (6 мужчин и 6 женщин). Среди 67 неактивных 20 человек были учениками или студентами, 32 — пенсионерами, 15 были неактивными по другим причинам.